# Can Quita
Can Quita és una obra de la Vall de Bianya (Garrotxa) inclosa a l'Inventari del Patrimoni Arquitectònic de Catalunya.

## Descripció
A la porta principal es conserva la llinda més bonica de la Vall de Bianya. Gràcies a ella se sap la data de les obres de remodelació, el nom de qui les va fer, l'antic nom del mas i un bon consell: "REEDIFICADA LO ANY 1764 PER PERE RIBA", "QUI EXORTA ALS QUI NO VULLAN TENIR PAU QUE VAJAN FORA DE CAN GRAU".

## Història
Can Quita o Can Grau estava ubicada al costat de la via romana que des de Lloc-alou s'enfilava al Capsacosta per menar vers les terres del Ripollès. Aquesta via va ser molt utilitzada fins a finals de la passada centúria. El mas no conserva res de la seva antigor, ni de les reformes del segle xviii llevat de la llinda. Les obertures són modernes. La façana es troba emblanquinada.